# 五十嵐藍
五十嵐 藍（いがらし らん）は、日本の漫画家。

## 概要
第26回エース新人漫画賞奨励賞受賞。その後読み切り作品を月刊少年エース、エースアサルトにて掲載したほか、公式アンソロジーに参加した後に、ヤングエース創刊号より鬼灯さん家のアネキの連載を始める。当初は読み切り扱いであったが、毎号掲載が続き2009年Vol.6号より連載扱いとなった。
『鬼灯さん家のアネキ』の連載終了後はしばらくマッグガーデンや集英社等で読み切りを手がけたのち、ヤングエース2012年3月号より『ワールドゲイズクリップス』の連載を開始した。2011年から2012年にかけての読みきり作品は作者の同人誌から一部再録も含め2012年5月に発売されたマッグガーデン発行の短編集『ローファイ・アフタースクール 〜五十嵐藍短編集〜』に収録されている。

## 作品リスト

### 連載作品
- 鬼灯さん家のアネキ（全4巻 、ヤングエース2009Vol.1号 - 2011年7月号、4コマnanoエースVol.1、角川書店）
- ワールドゲイズ クリップス（全4巻、ヤングエース2012年3月号 - 2015年10月号、角川書店）
- 鬼灯さん家のアネキ（+妹）（全8巻、ヤングエース2014年5月号 - 2018年4月号、角川書店）
- 山田とせんせい（ヤングエース2020年1月号[1] - 9月号、角川書店）
- 魔女と暮らす迷いの森（ヤングキングラムダ3号（2022年7月号） - 26号（2024年6月号）、少年画報社）

### 読み切り
※は短編集『ローファイ・アフタースクール 〜五十嵐藍短編集〜』に収録された作品。
- オトメ妄想マシン（月刊少年エース2008年4月号、角川書店）
- ツンデレ乙女ペケ子ちゃん（月刊少年エース2008年8月号、角川書店）
- 眼力一番!!ごるごんらぶ♥（エースアサルト2008年AUTUMN号、角川書店）
- 絶対薄幸少女（月刊少年エース2008年10月号、角川書店）
- くろみちゃん405号室（月刊少年エース2009年4月号、角川書店）
- 放課後恋愛研究会（月刊少年エース2009年5月号、角川書店）
- ダウンタウントレイン（月刊コミックブレイド2011年7月号、マッグガーデン） ※
- 暗黒さん（週刊ヤングジャンプ増刊 アオハル 0.5号、集英社） ※
- 神様ごっこ（月刊コミックブレイド2011年10月号、マッグガーデン） ※
- アフタースクール ショウ（週刊ヤングジャンプ増刊 アオハル “sweet”、集英社） ※
- ガールフレンド イン ザ スカイ（週刊ヤングジャンプ増刊 アオハル “bitter”、集英社）※
- 休み時間の10分（#1、#2）（週刊ヤングジャンプ増刊 アオハル 8/8 、集英社）
- はるまげ。（月刊コミックブレイド2012年5月号、マッグガーデン） ※

#### 公式アンソロジー参加
- 『シンジとアスカと暑い日』 （角川書店刊角川コミックス・エース、新世紀エヴァンゲリオン コミックトリビュート』所収）
- 『未確認巨大生命体KYON』（角川書店刊角川コミックス・エース、涼宮ハルヒ公式アンソロジー第1弾『涼宮ハルヒの競演』所収）
- 『涼宮ハルヒの散策』（角川書店刊角川コミックス・エース、涼宮ハルヒ公式アンソロジー第4弾『涼宮ハルヒの絢爛』所収）

## 単行本リスト
鬼灯さん家のアネキ（角川書店発行、角川グループパブリッシング発売、全4巻）
1. 2010年7月3日発売、ISBN 978-4-04-854506-8
2. 2010年10月4日発売、ISBN 978-4-04-715558-9
3. 2011年7月4日発売、ISBN 978-4-04-715735-4
4. 2011年12月3日発売、ISBN 978-4-04-120028-5

ローファイ・アフタースクール 〜五十嵐藍短編集〜（マッグガーデン発行、全1巻）
1. 2012年5月10日発売、ISBN 978-4-86-127991-1

ワールドゲイズクリップス（KADOKAWA（角川書店BC）発行、全4巻）
1. 2012年10月26日発売、ISBN 978-4-04-120414-6
2. 2013年8月26日発売、ISBN 978-4-04-120782-6
3. 2014年7月26日発売、ISBN 978-4-04-121116-8
4. 2015年9月4日発売、ISBN 978-4-04-103332-6

鬼灯さん家のアネキ(+妹)（KADOKAWA（角川書店BC）発行、全8巻＋おまけ全1巻）
1. 2014年7月26日発売、ISBN 978-4-04-102028-9
2. 2014年12月29日発売、ISBN 978-4-04-102805-6
3. 2015年5月2日発売、ISBN 978-4-04-103089-9
4. 2015年9月4日発売、ISBN 978-4-04-103090-5
5. 2016年4月4日発売、ISBN 978-4-04-103933-5
6. 2016年10月04日発売、ISBN 978-4-04-104817-7
7. 2017年4月4日発売、ISBN 978-4-04-105360-7
8. 2018年4月3日発売、ISBN 978-4-04-106710-9
9. （＋妹のおまけ）2018年4月3日発売、ISBN 978-4-04-106711-6

山田とせんせい（KADOKAWA発行、全2巻）
1. 2020年4月3日発売、ISBN 978-4-04-109472-3
2. 2020年10月2日発売、ISBN 978-4-04-109473-0

魔女と暮らす迷いの森（少年画報社発行、全3巻）
1. 2023年3月27日発売、ISBN 978-4785973490
2. 2023年12月25日発売、ISBN 978-4785975630
3. 2024年9月27日発売、ISBN 978-4785977740